# Borinage
Das Borinage ist eine Industrielandschaft rund um die Stadt Mons in der belgischen Provinz Hennegau. Es war seit dem 18. Jahrhundert eines der bedeutendsten Steinkohlereviere Europas.
Der Name der Region leitet sich von borin oder borain, einem französischen Wort für Kumpel, ab. Das Suffix -age bezeichnet hier zum einen ein Kollektivum, hat aber auch eine durchaus pejorative Konnotation.

## Geschichte

### Bis 1918
Im 19. Jahrhundert wuchs das Borinage zum neben Charleroi bedeutendsten Industriezentrum Walloniens an. Ende der 1820er Jahre produzierte das Borinage knapp 1,3 Millionen Tonnen Kohle und damit mehr als Deutschland und Frankreich zusammen. Die harten Lebensbedingungen der Bergarbeiter beeindruckten Vincent van Gogh, der nach seiner Zeit als Hilfsprediger im Borinage (um 1879) beschloss, Maler zu werden.
Das Borinage wurde zu einer Hochburg der belgischen Arbeiterbewegung. Als das belgische Parlament einen Gesetzentwurf ablehnte, der das allgemeine Wahlrecht eingeführt und damit auch den borains eine Stimme gegeben hätte, begann im Borinage am 12. April 1893 ein Generalstreik (frz. Grève générale de 1893); gegen ihn wurde die 'Garde civique' eingesetzt. Am 15. April breitete sich der Streik in Belgien aus. Am 17. April kam es an mehreren Orten Belgiens, darunter Brüssel, Mons und Antwerpen, zu Auseinandersetzungen, bei denen mehrere Streikende starben. Am gleichen Tag marschierten die Bergleute aus Jemappes auf Mons zu. Dabei wurden sie von Soldaten beschossen; sieben borains starben. Daraufhin entschied die Parti Socialiste Belge (PSB), ihren Programmparteitag 1894 Jahr im Borinage, in Quaregnon, zu halten. Das dort beschlossene Parteiprogramm wurde als Charte de Quaregnon (Charta von Quaregnon) bekannt.
Am 23. und 24. August 1914 wurden Mons und Umgebung von deutschen Truppen erobert und besetzt. Sie wurden im November 1918, kurz vor dem Ende der Hunderttageoffensive, von kanadischen Truppen befreit.

### Das Borinage in der Weltwirtschaftskrise
Die Weltwirtschaftskrise traf das Borinage schwer. Tausende von Bergleuten waren arbeitslos. Die Not der Bergarbeiterfamilien, aber auch ihre Widerstandskraft beim und nach dem Streik von 1932 zeigten Joris Ivens und Henri Storck in ihrem 1932/1933 gedrehten und 1934 erstmals gezeigten Dokumentarfilm Misère au Borinage (Elend im Borinage). Ebenso herausragend wie dieses filmischer Porträt der Menschen im Borinage ist das fotografische Zeugnis von Sasha Stone. Der Soziologe und Historiker Guillaume Jacquemyns erforschte die Folgen von Armut in einer wegweisenden Studie, der Untersuchung Die Arbeitslosen von Marienthal von Marie Jahoda und Paul Felix Lazarsfeld vergleichbar. Die gleichnamige Reportage von Egon Erwin Kisch machte das Borinage auch im deutschsprachigen Raum bekannt.

### Die Ära der Zechenschließungen ab 1955
Es gab eine Aufschwung dank der Kriegskonjunktur und einen Nachfrageschub in der Nachkriegszeit. Mitte der 1950er Jahre war unübersehbar, dass der Bergbau im Borinage in eine noch tiefer greifende Krise als die Konjunkturkrise nach 1929 geraten war, nämlich in eine Strukturkrise. Geologisch bedingt, wurden die Abbauverhältnisse immer schwieriger (die besten Lagerstätten waren großteils abgebaut), die Gewinnungskosten waren entsprechend hoch. Die im Borinage vorwiegend geförderte Magerkohle kostete 1959 etwa 40 % mehr als Ruhrkohle gleicher Qualität. Sie war auf dem Markt also kaum noch gefragt. Anlagen zur Kohleveredlung – etwa Brikettfabriken oder Kokereien – fehlten fast völlig. Gutachten der 1951 von sechs Ländern (darunter Belgien) gegründeten Europäischen Gemeinschaft für Kohle und Stahl („Montan-Union“), einer Keimzelle der späteren EU, verwiesen auch auf das Hemmnis der Zerstückelung der Grubenfelder und des Zechenbesitzes hin. Von den damals fördernden fünf belgischen Kohlerevieren hielt die Montan-Union nur das Limburger Steinkohlerevier für konkurrenzfähig, nicht aber das Borinage. 
Um 1958 begann auch im Ruhrgebiet die Kohlekrise; die Kohlehalden wuchsen. 
Am 9. Februar 1959 empfahl der Nationale Kohlenrat die Stilllegung von zehn Zechen des Reviers Borinage; diese solle sich über zwei Jahre hinziehen. Man plante zu dieser Zeit, die Belegschaften (zusammen 6500 Mann) in andere Zechen oder geeignete Arbeitsplätze zu überführen. Schnell bildete sich im Borinage eine Action Commune (Gemeinsame Aktion), die alle Bergleute zum wilden Streik aufrief. Sie verlangten die Verstaatlichung der Bergwerke. Zwei Tage später erfasste der Streik das benachbarte Revier La Louvière; Ende Februar ruhte fast der gesamte belgische Bergbau. Ungeachtet des Widerstands der Bergleute wurden zwischen 1955 und 1961 über 20 Gruben und Zechen geschlossen, die 6 verbliebenen schlossen in den folgenden Jahren ebenfalls ihre Tore. Mit der Schließung der Grube Sartys in Hensies am 31. März 1976 endete eine Ära in der Region. Die brachliegenden Zechengelände wurden zu Sozialwohnungen, Industriegebieten oder Ausstellungsgeländen umfunktioniert.
Durch den Wegfall des Bergbaus, der mehr als ein Drittel der Arbeitnehmer in der Region beschäftigt hatte, gehörte die Borinage in den Folgejahren zu den Regionen mit der höchsten Arbeitslosigkeit in Belgien. Der Strukturwandel mit der Ansiedlung von Dienstleistungsbetrieben ging nur langsam vonstatten. 2007 eröffnete Google eines der größten Data Center in Europa in Saint-Ghislain.

## Film
- Joris Ivens/Henri Storck: Elend in der Borinage, 28 Min, s/w (gedreht 1932/33, erschienen 1934, vertont 1963).